# Ave verum corpus
Ave verum corpus es un breve himno eucarístico que data del siglo XIV y se atribuye al papa Inocencio VI; diferentes compositores le han puesto música: los más conocidos son Mozart y Charles Gounod. Se solía cantar en la misa, durante la consagración, más precisamente en el momento de la elevación de la hostia.
El título del himno significa Salve, verdadero cuerpo, y alude a la creencia católica en la transubstanciación. Se trata de una meditación acerca de la presencia real de Jesucristo en la eucaristía y el poder redentor del sufrimiento.
El manuscrito más antiguo de este poema procede de la abadía de Reichenau, en Alemania.

## Texto en latín
Ave Verum Corpus.
natum de Maria Virgine,
Vere passum, immolatum
In cruce pro homine.
Cuius latus perforatum
Unda fluxit et sanguine,
Esto nobis praegustatum
In mortis examine.

## Traducción al español
Salve, Cuerpo Verdadero
Nacido de María Virgen,
que padeció realmente, fue inmolado
en la cruz en favor de hombre.
Al ser perforado su costado,
brotó agua y sangre;
Que seas probado por nosotros
Al momento de nuestra muerte.

## Composiciones musicales
Además de Mozart, muchos otros compositores han puesto música a este texto; entre ellos, Francisco de Peñalosa, Tomás Luis de Victoria, William Byrd y Edward Elgar. El texto se utiliza también en la ópera Diálogos de Carmelitas, de Francis Poulenc. La versión de Mozart fue adaptada, de forma solo instrumental, por Piotr Ilich Chaikovski como una de las secciones de su Mozartiana, un homenaje al compositor austriaco. También Franz Liszt la utilizó de forma instrumental en una de sus composiciones. Una de las versiones más recientes la hizo Karl Jenkins, músico, compositor y director de orquesta británico, en 2008, como parte de su obra Stabat mater.[cita requerida]
Años después, en 2023, también fue interpretado por el grupo coral Libera, que lo utilizó acompañado del Adagio de Tommaso Albinoni. Anteriormente, en 2004, el grupo ya había dado el nombre de Ave verum a una de sus canciones.